# Neritina pulligera
Neritina pulligera is een slakkensoort uit de familie Neritidae. De wetenschappelijke naam is gepubliceerd in 1758 door Carl Linnaeus in de tiende editie van Systema naturae.